# Erskine Caldwell
Erskine Preston Caldwell (n. 17 decembrie 1903 - d. 11 aprilie 1987) a fost un scriitor american.

## Opera
- 1931: Pământ american ("American Earth");
- 1932: Drumul tutunului ("Tobacco Road");
- 1933: Pogonul lui Dumnezeu ("God's Little Acre");
- 1935: Îngenunchează în fața răsăritului de soare ("Kneel to the Rising Sun");
- 1938: Căi sudice ("Southways");
- 1940: Necazuri în iulie ("Trouble in July");
- 1941: Rusia în război ("Russia at War");
- 1942: Moscova în flăcări ("Moscow Under Fire");
- 1943: Băiatul din Georgia ("Georgia Boy");
- 1944: Pământ tragic ("Tragic ground");
- 1946: Casa de pe coline ("A House in the Uplands");
- 1949: Un loc numit Estherville ("A Place Called Estherville");
- 1956: Povestiri de pe coasta Golfului ("Gulf Coast Stories");
- 1959: Când te gândești la mine ("When You Think Of Me");
- 1961: Bărbați și femei ("Men and Women").